# Charles C. Wilson
Charles C. Wilson (* 29. Juli 1894 in New York, New York; † 7. Januar 1948 in Los Angeles County, Kalifornien) war ein US-amerikanischer Schauspieler und Filmregisseur.

## Leben
Charles C. Wilson wurde 1894 in New York, im US-Bundesstaat New York geboren.
Charles Wilson begann seine Schauspielkarriere am Theater und spielte zwischen 1918 und 1931 Rollen in sechs Broadway-Stücken.
1929 trat er einmalig als Regisseur in Erscheinung und inszenierte gemeinsam mit Norman Taurog den Film Lucky Boy, bei dem er auch erstmals eine Rolle hatte. Seine bemerkenswerteste Rolle war wahrscheinlich Clark Gables „wunderbar verärgerter“ Zeitungschef in Frank Capras Komödie „It Happened One Night“, die 1935 fünf Oscar-Preise gewann. Er wurde auch in kleinen Rollen in anderen Capra-Filmen besetzt, wie Mr. Deeds geht in die Stadt (1936) und It's a Wonderful Life (1946). Wilson war im Laufe seiner Karriere freiberuflich in verschiedenen Studios tätig, am bekanntesten ist er jedoch vielleicht für seine Arbeit bei Columbia Pictures. Sein Schaffen umfasst mehr als 250 Produktionen.

## Filmografie
- 1929: Lucky Boy
- 1929: Acquitted
- 1929: Broadway Scandals
- 1929: Song of Love
- 1931: Die Flucht vor dem Kerker (Stolen Heaven)
- 1931: Secrets of a Secretary
- 1931: My Sin
- 1933: Ein charmanter Schwindler (Hard to Handle)
- 1933: Infernal Machine
- 1933: Elmer, the Great
- 1933: Goldgräber von 1933 (Gold Diggers of 1933)
- 1933: Der Detektiv und die Spielerin (Private Detective 62)
- 1933: Heroes for Sale
- 1933: The Mayor of Hell
- 1933: Disgraced
- 1933: Mary Stevens, M. D. (Mary Stevens)
- 1933: Die Legion des Todes (The Devil’s in Love) (Dialogregie)
- 1933: No Marriage Ties
- 1933: Parade im Rampenlicht (Footlight Parade)
- 1933: The Kennel Murder Case
- 1933: College Coach
- 1933: Der Boß ist eine schöne Frau (Female)
- 1933: Havana Widows
- 1933: Ich tanze nur für Dich (Dancing Lady)
- 1933: Skandal in Rom (Roman Scandals)
- 1933: Shadows of Sing Sing
- 1934: Wo ist das Kind der Madeleine F.? (Miss Fane’s Baby Is Stolen)
- 1934: Cross Country Cruise
- 1934: The Ninth Guest
- 1934: I've Got Your Number
- 1934: Es geschah in einer Nacht (It Happened One Night)
- 1934: The Crosby Case
- 1934: Die Spielerin (Gambling Lady)
- 1934: Harold Teen
- 1934: I Believed in You
- 1934: Affairs of a Gentleman
- 1934: Nebel über Frisco (Fog Over Frisco)
- 1934: The Hell Cat
- 1934: The Circus Clown
- 1934: Name the Woman
- 1934: Beyond the Law
- 1934: Millionäre bevorzugt (The Girl from Missouri)
- 1934: The Dragon Murder Case
- 1934: The Human Side
- 1934: Stigmai agonias (Embarrassing Moments)
- 1934: The Lemon Drop Kid
- 1934: Port of Lost Dreams
- 1934: Ein schwerer Junge (The St. Louis Kid)
- 1934: Men of the Night
- 1934: Broadway Bill
- 1934: Behold My Wife!
- 1934: Murder in the Clouds
- 1934: Here Is My Heart
- 1934: The Secret Bride
- 1934: White Lies
- 1935: Das Mädchen, das den Lord nicht wollte (The Gilded Lily)
- 1935: Oberst Shirley (The Little Colonel)
- 1935: Polizeiauto 99 (Car 99)
- 1935: The Great Hotel Murder
- 1935: The Perfect Clue
- 1935: Princess O’Hara
- 1935: The Case of the Curious Bride
- 1935: Four Hours to Kill!
- 1935: Baby Face Harrington
- 1935: Die öffentliche Meinung (Reckless)
- 1935: Men of the Hour
- 1935: Air Hawks
- 1935: The Nitwits
- 1935: Murder in the Fleet
- 1935: Der gläserne Schlüssel (The Glass Key)
- 1935: Smart Girl
- 1935: After the Dance
- 1935: Das Schiff des Satans (Dante’s Inferno)
- 1935: The Public Menace
- 1935: The Case of the Lucky Legs
- 1935: Waterfront Lady
- 1935: This Is the Life
- 1935: Spione küßt man nicht (Rendezvous)
- 1935: Fighting Youth
- 1935: Music Is Magic
- 1935: Mary Burns, Fugitive
- 1935: Musik um Mitternacht (Thanks a Million)
- 1935: Another Face
- 1935: Zeig’ kein Erbarmen! (Show Them No Mercy!)
- 1935: We're Only Human
- 1935: Hitch Hike Lady
- 1936: Strike Me Pink
- 1936: The Return of Jimmy Valentine
- 1936: Fünflinge (The Country Doctor)
- 1936: Große braune Augen (Big Brown Eyes)
- 1936: Mr. Deeds geht in die Stadt (Mr. Deeds Goes to Town)
- 1936: Panic on the Air
- 1936: Kleinstadtmädel (Small Town Girl)
- 1936: The Mine with the Iron Door
- 1936: Show Boat
- 1936: Ticket to Paradise
- 1936: Der Satan und die Lady (Satan Met a Lady)
- 1936: Earthworm Tractors
- 1936: 36 Hours to Kill
- 1936: Grand Jury
- 1936: I'd Give My Life
- 1936: The Gentleman from Louisiana
- 1936: Favorit auf allen Bahnen (Down the Stretch)
- 1936: Three Married Men
- 1936: Verbrecherjagd (Murder with Pictures)
- 1936: The Magnificent Brute (Magnificent Brute)
- 1936: Der springende Punkt (Pigskin Parade)
- 1936: Rose Bowl
- 1936: Legion of Terror
- 1936: White Hunter
- 1936: Pennies from Heaven
- 1936: Mind Your Own Business
- 1937: Find the Witness
- 1937: Woman in Distress
- 1937: Woman-Wise
- 1937: Gehetzt (You Only Live Once)
- 1937: Girl Overboard
- 1937: They Wanted to Marry
- 1937: Ordnung ist das halbe Leben (The Great O’Malley)
- 1937: Murder Goes to College
- 1937: Midnight Court
- 1937: Night Key
- 1937: The Case of the Stuttering Bishop
- 1937: The Devil Is Driving
- 1937: Roaring Timber
- 1937: One Mile from Heaven
- 1937: Broadway Melody of 1938
- 1937: Life Begins at College (Life Begins in College)
- 1937: Partners in Crime
- 1937: That's My Story!
- 1937: The Adventurous Blonde
- 1937: Thoroughbreds Don't Cry
- 1937: Daughter of Shanghai
- 1938: Sally, Irene and Mary
- 1938: State Police
- 1938: Little Miss Thoroughbred
- 1938: Prison Farm
- 1938: When Were You Born
- 1938: Gateway
- 1938: Ein Gladiator namens Hugo (The Gladiator)
- 1938: Tenth Avenue Kid
- 1938: Hold That Co-ed
- 1938: The Night Hawk
- 1938: The Spider's Web
- 1938: Five of a Kind
- 1938: Chicago – Engel mit schmutzigen Gesichtern (Angels with Dirty Faces)
- 1938: Little Orphan Annie
- 1938: There's That Woman Again
- 1939: Fighting Thoroughbreds
- 1939: Pardon Our Nerve
- 1939: I Was a Convict
- 1939: Der große Betrug (The Lady’s from Kentucky)
- 1939: Rose of Washington Square
- 1939: The House of Fear
- 1939: The Forgotten Woman
- 1939: The Cowboy Quarterback
- 1939: Hotel for Women
- 1939: Here I Am a Stranger
- 1939: Smashing the Money Ring
- 1939: Die wilden Zwanziger (The Roaring Twenties)
- 1939: Das zweite Leben des Dr. X (The Return of Doctor X)
- 1939: Zwölf Monate Bewährungsfrist (Invisible Stripes)
- 1940: He Married His Wife
- 1940: Enemy Agent
- 1940: Gangs of Chicago
- 1940: Sandy Is a Lady
- 1940: Girl in 313
- 1940: Millionaires in Prison
- 1940: Nachts unterwegs (They Drive by Night)
- 1940: Public Deb No. 1
- 1940: Im Taumel der Weltstadt (City for Conquest)
- 1940: So You Won't Talk
- 1940: Knute Rockne, All American
- 1940: South of Suez
- 1940: Tin Pan Alley
- 1940: Lady with Red Hair
- 1940: Charter Pilot
- 1941: Das Gesicht hinter der Maske (The Face Behind the Mask)
- 1941: Tall, Dark and Handsome
- 1941: Ride, Kelly, Ride
- 1941: Hier ist John Doe (Meet John Doe)
- 1941: Las Vegas Nights
- 1941: Knockout
- 1941: Federal Fugitives
- 1941: Strange Alibi
- 1941: Broadway Limited
- 1941: Ufer im Nebel (Out of the Fog)
- 1941: Two in a Taxi
- 1941: Dressed to Kill
- 1941: The Officer and the Lady
- 1941: Blues in the Night
- 1942: Agenten der Nacht (All Through the Night)
- 1942: Blondie Goes to College
- 1942: The Man Who Returned to Life
- 1942: Young America
- 1942: Das große Spiel (Rings on Her Fingers)
- 1942: Lady Gangster
- 1942: Die Narbenhand (This Gun for Hire)
- 1942: Dr. Broadway
- 1942: Escape from Crime
- 1942: The Secret Code
- 1942: My Heart Belongs to Daddy
- 1942: Der freche Kavalier (Gentleman Jim)
- 1943: Two Señoritas from Chicago
- 1943: Batman und Robin (Batman)
- 1943: Silver Spurs
- 1943: A Scream in the Dark
- 1943: Is Everybody Happy?
- 1944: Shine on Harvest Moon
- 1944: Hey, Rookie
- 1944: Man from Frisco
- 1944: Silent Partner
- 1944: Roger Touhy, Gangster
- 1944: Shadows in the Night
- 1944: Kansas City Kitty
- 1944: Crime by Night
- 1944: Laurel und Hardy: Der große Knall (The Big Noise)
- 1944: My Buddy
- 1944: Irish Eyes Are Smiling
- 1944: The Missing Juror
- 1945: Eadie Was a Lady
- 1945: Hilfe, ich bin Millionär (Brewster’s Millions)
- 1945: Two O’Clock Courage
- 1945: The Chicago Kid
- 1945: Incendiary Blonde
- 1945: Weekend im Waldorf (Week-End at the Waldorf)
- 1945: Der Weg nach Utopia (Road to Utopia)
- 1945: Straße der Versuchung (Scarlet Street)
- 1946: Ich sing’ mich in dein Herz hinein (Because of Him)
- 1946: I Ring Doorbells
- 1946: Crime of the Century
- 1946: The Phantom Thief
- 1946: Passkey to Danger
- 1946: Larceny in Her Heart
- 1946: Blonde for a Day
- 1946: Der Todesreifen (Suspense)
- 1946: Dangerous Business
- 1946: If I'm Lucky
- 1946: Gas House Kids
- 1946: Ginger
- 1946: Bringing Up Father
- 1946: Ist das Leben nicht schön? (It’s a Wonderful Life)
- 1947: Das Doppelleben des Herrn Mitty (The Secret Life of Walter Mitty)
- 1947: Key Witness
- 1947: Her Husband's Affairs
- 1948: Big Town Scandal
- 1948: Blazing Across the Pecos